# Oakland Arena
The Oracle of de Oakland Arena is een overdekte basketbalarena in de Amerikaanse stad Oakland (Californië). Dit stadion werd in 1966 gebouwd als een onderdeel van de Oakland-Alameda County Coliseum, waartoe ook het huidige Oakland-Alameda Coliseum behoort. Het heeft in zijn geschiedenis verschillende namen en bijnamen gehad en in 2006 werd het naar het sponsorende softwarebedrijf Oracle genoemd.
De Oakland Arena is de thuisbasis van de Golden State Warriors (NBA). Voor basketbalwedstrijden heeft het stadion een capaciteit van 19.596, waarmee het het grootste van de drie NBA-stadia in Californië is.